# Гайсін Ахмед-Сафа
Гайсін Ахмед-Сафа (нар. 1918 — пом. 27 листопада 1943) — Герой Радянського Союзу, у роки Другої світової війни командир взводу 185-го гвардійського стрілецького полку (60-та гвардійська стрілецька дивізія, 12-та армія, 3-й Український фронт), молодший лейтенант.

## Біографія
Народився в 1918 р. в с. Порчара (зараз Піраньгінський район Марій Ел, РФ) у сім'ї селянина. Закінчив 5 класів. Працював у колгоспі.
У Радянській армії з 1938 р. У 1943 р. закінчив курси молодших лейтенантів. У липні 1943 р. був направлений у діючу армію командиром. У складі 1-ї гвардійської армії Південно-Західного фронту брав участь в Ізюм-Барвінківській наступальній операції. У серпні 1943 р. дивізія увійшла до складу 12-ї армії у ході Донбаської операції визволяла Павлоград (Дніпропетровська область) далі вийшла до р. Дніпро і вздовж річки вела наступ на м. Запоріжжя. Молодший лейтенант Гайсін брав участь у визволенні міста, форсуванні Дніпра та боях за плацдарм на о. Хортиця.
На початку листопада 1943 р. 60-та гвардійська стрілецька дивізія увійшла до складу 6-ї армії та брала участь у повторному форсуванні річки південно-східніше с. Розумівка Запорізького району. Взвод гвардії молодшого лейтенанта Гайсіна в ніч на 26 листопада 1943 р. подолав Дніпро та першим увірвався до траншеї ворога. Під час бою Гайсін замінив командира роти лейтенанта Парамонова, який загинув у бою. Рота під командуванням А. Гайсіна також успішно діяла при розширенні плацдарму на правому березі річки. Раптовою атакою вона захопила чотири населені пункти, у тому складі і с. Розумівка. Під час захисту плацдарму рота відбила 13 ворожих контратак, Гайсін особисто знищів більш ніж 20 солдат та офіцерів ворога.
27 листопада 1943 р. полк відновив наступ. Особливо жорстокі контратаки ворог вів з району с. Капустяне Запорізького району Запорізької області. Під час відбиття однієї з таких контратак А.Гайсін загинув.
За зразкове виконання бойових наказів командування на фронті боротьби з німецько-фашистським загарбником та проявлені при цьому мужність та героїзм молодшому лейтенанту гвардії Гайсіну А.. Указом Президії Верховної Ради СРСР від 22 лютого 1944 р. було присвоєно звання Героя Радянського Союзу.

## Нагороди
- Медаль «Золота Зірка» Героя Радянського Союзу.
- Орден Леніна.